# Gerhard Olschewski
Gerhard Olschewski (Gąski (Olecko), aleshores Prússia Oriental, 30 de maig de 1942) és un actor alemany. Ha aparegut en més de 90 pel·lícules i programes de televisió des de 1966. Va protagonitzar la pel·lícula de 1976 Verlorenes Leben, que va participar al 26è Festival Internacional de Cinema de Berlín, on va guanyar l'Os de Plata a la millor interpretació masculina. El 1979 va guanyar el Premi al millor actor al XII Festival Internacional de Cinema Fantàstic i de Terror amb Der Mörder.

## Filmografia seleccionada
- Verlorenes Leben (1976)
- Eierdiebe (1977)
- Der Geist der Mirabelle (1978, TV film)
- Der Mörder (1979)
- Feine Gesellschaft - beschränkte Haftung (1982)
- Eisenhans (1983)
- Der Sprinter (1984)
- Hēi Pào Shìjiàn (1985)
- Der Landarzt (1987-2013, sèrie de televisió, 241 episodis)
- Haß im Kopf (1994, telefilm)
- Hallo Robbie! (2001-2009, sèrie de televisió, 67 episodis)